# Cryptocnemus trigonus
Cryptocnemus trigonus is een krabbensoort uit de familie van de Leucosiidae. De wetenschappelijke naam van de soort is voor het eerst geldig gepubliceerd in 2000 door Komatsu & Takeda.